# Szulyovszky Dezső
szulyói es káromi Szulyovszky Dezső (Kis-Sztrice, 1863. július 7. – Budapest, 1940. április 12.) magyar jogász, ügyvéd, politikus, a Szabadelvű Párt országgyűlési képviselője, 1906-ban Somogy és Zala vármegye teljhatalmú királyi biztosa.

## Élete
Szulyovszky Dezső 1863-ban született Kis-Sztricén (Kissándori, ma Sándori településrésze), apja Szulyovszky Ignác (1835–1893) ügyvéd, színműíró, országgyűlési képviselő volt. Középiskolai tanulmányait Pozsonyban, a jogi egyetemet Budapesten és Bécsben végezte. 1886-ban szerzett jogi diplomát, majd egy évvel később letette az ügyvédi vizsgát. 1884-től Nyitra vármegye tiszteletbeli aljegyzője, 1889-től tiszteletbeli főügyésze volt. A vármegyei közéletben élénken részt vett, az összes fontosabb bizottságnak tagja lett. Családi birtoka Vitkócon volt. Átvette apjától az ügyvédi iroda vezetését, és többek között a báró Stummer család és a nyitrai kereskedelmi és hitelintézet jogtanácsosa is volt. Sokat utazott, járt Ázsiában, Amerikában, Afrikában és Európa számos országában is. 1896-ban, 1901-ben, majd 1905-ben is szabadelvű párti programmal a nagytapolcsányi kerület országgyűlési képviselőjévé választották. A képviselőházban leginkább jogi problémákkal foglalkozott és a vízügyi bizottság munkájában vett részt.
1906 márciusának elején Ferenc József magyar király Somogy és Zala vármegyék teljhatalmú királyi biztosának nevezte ki, feladata az 1905–1906-os belpolitikai válság idején a főispáni teendők ideiglenes ellátása volt. Alighogy április elején Kaposváron és Zalaegerszegen bemutatkozhatott, a második Wekerle-kormány április 8-i megalakulásával megbizatása megszűnt. 1940-ben halt meg Budapesten.